# Añorbe
Añorbe é um município da Espanha
na província e Comunidade Foral (autónoma) de Navarra. Tem 24,10 km² de área e em 2021 tinha 614 habitantes (densidade: 25,5 hab./km²).

## Demografia
| Variação demográfica do município entre 1991 e 2004 | Variação demográfica do município entre 1991 e 2004 | Variação demográfica do município entre 1991 e 2004 | Variação demográfica do município entre 1991 e 2004 |
| --------------------------------------------------- | --------------------------------------------------- | --------------------------------------------------- | --------------------------------------------------- |
| 1991                                                | 1996                                                | 2001                                                | 2004                                                |
| 410                                                 | 401                                                 | 467                                                 | 510                                                 |